# Lisa Karlsson
Lisa Susanna Karlsson, född 26 oktober 1984 i Färgelanda, är en svensk handbollsmålvakt.

## Karriär
Lisa Karlssons moderklubb var HK Höfers i Färgelanda. Under något år spelade hon i GF Kroppskultur. Under säsongen 2005–2006 spelade hon för Eskilstuna DE i Elitserien men klubben degraderades och Karlsson bytte klubb till Skövde HF. Hon hann debutera i A-landslaget då hon spelade i Eskilstuna. I Skövde HF spelade hon resten av sin karriär. I maj 2008 tog hon hem sitt enda SM-guld med Skövde HF. 2010 blev hon på nytt uttagen i landslaget.
I december 2011 ådrog Karlsson sig en korsbandsskada. I april 2012 meddelade hon att hon slutade helt med elithandboll. Totalt blev det 10 landskamper under karriären.